# 33789 Sharmacam
33789 Sharmacam este o planetă minoră (asteroid), cu un diametru de 3,577 km, din centura de asteroizi. A fost descoperită pe 29 septembrie 1999 la Experimental Test Site⁠(d) de Lincoln Near-Earth Asteroid Research. 
Obiectul prezintă o orbită caracterizată de o semiaxă mare de 2,5450764 UAi, o excentricitate de 0,14, o înclinație de 6,88948 ° în raport cu ecliptica.